# Artus Quellinus II
Artus Quellinus II zwany młodszym (ur. 10 listopada 1625 w Sint-Truiden, zm. 22 listopada 1700 w Antwerpii) – niderlandzki rzeźbiarz barokowy, siostrzeniec i uczeń Artusa Quellinusa starszego. W 1653 roku wraz z wujem Artusem starszym pracował przy dekoracji ornamentalnej wnętrz ratusza w Amsterdamie. W latach 50.-80. XVII wieku otrzymywał zlecenia od niderlandzkich arystokratów z Hagi, Fryzji, Holandii Północnej i Południowej. Tworzył również rzeźby w kościołach w Antwerpii i Brugii. W latach 80. i na pocz. lat 90. XVII wieku wraz z synem Thomasem pracował w Antwerpii, na dworze królewskim w Kopenhaze oraz w Lubece. W latach 1681–1694 obaj pracowali nad dekoracjami rzeźbiarskimi, które trafiły do Pałacu w Wilanowie.
W 1653 roku ożenił się z Anną Marią Gabron. Para miała trzech synów: Artusa, Thomasa i Cornelisa. Artus i Thomas również byli rzeźbiarzami, Cornelis został malarzem.